# Indotyphlops malcolmi
Indotyphlops malcolmi är en ormart som beskrevs av Taylor 1947. Indotyphlops malcolmi ingår i släktet Indotyphlops och familjen maskormar. Inga underarter finns listade i Catalogue of Life.
Denna orm förekommer i norra Sri Lanka vid staden Trincomalee. Den lever i sanddyner, på odlingsmark och i trädgårdar. Honor lägger ägg.
Beståndet hotas av landkapsförändringar. Flera exemplar dödas av husdjur. IUCN listar arten som starkt hotad (EN).